# Sasaki to Pī-chan
Sasaki to Pī-chan (佐々木とピーちゃん?) es una serie de novelas ligeras japonesas escritas por Buncololi e ilustradas por Kantoku. La serie originalmente comenzó a serializarse como una novela web en los sitios web de publicación de novelas generadas por usuarios Kakuyomu y Shōsetsuka ni Narō el 4 de diciembre de 2018, antes de comenzar a publicarse bajo el sello MF Bunko J de Media Factory el 25 de enero de 2021, y se han lanzado seis volúmenes hasta el momento.
Una adaptación a manga ilustrada por Pureji Osho comenzó a serializarse en la revista en línea Shōnen Ace Plus de Kadokawa Shōten el 22 de enero de 2021, y se ha compilado en dos volúmenes tankōbon hasta el momento. Tanto la novela ligera como el manga tienen licencia en inglés de Yen Press. Una adaptación de la serie de televisión de anime producida por Silver Link se emitió de enero a marzo de 2024. Se ha anunciado una segunda temporada.

## Sipnosis
Aunque la divertida vida corporativa de Sasaki está constantemente llena de trabajo, lo deja cansado e insatisfecho al final de cada día. En busca de compañía para llenar el vacío de su vida, visita una tienda de mascotas por capricho, sin darse cuenta de que está a punto de cambiar su vida para siempre. Después de decidirse por un pájaro adorable y traerlo a casa... su nuevo compañero de cuarto revela que en realidad es un sabio increíble de otro mundo que rápidamente le otorga a Sasaki poderes sobrenaturales, así como la capacidad de cruzar entre mundos. Todo lo que Sasaki quiere hacer es usar estos nuevos poderes para vivir en paz y comodidad, pero hay más de unos pocos personajes coloridos que podrían interponerse en el camino...

## Personajes
Sasaki (佐々木?)
 Seiyū: Tomokazu Sugita
Pī-chan (ピーちゃん?)
 Seiyū: Aoi Yūki
Hoshizaki-san (星崎さん?)
 Seiyū: Rie Takahashi
Otonari-san (お隣さん?)
 Seiyū: Akari Kitō
Elsa (エルザ Eruza?)
 Seiyū: Miyu Tomita
Magical Pink (マジカルピンク Majikaru Pinku?)
 Seiyū: Inori Minase
Akutsu (阿久津?)
 Seiyū: Ryōtarō Okiayu
Shizuka Futari (二人 静 Futari Shizuka?)
 Seiyū: Naomi Ōzora
Viscount Mueller (ミュラー Myurā?)
 Seiyū: Hiroki Yasumoto
Prince Adonis (アドニス Adonisu?)
 Seiyū: Jun Fukuyama
French (フレンチ Furenchi?)
 Seiyū: Daisuke Namikawa
Marc (マルク Maruku?)
 Seiyū: Mitsuo Iwata
Sebastian (セバスチャン Sebasuchan?)
 Seiyū: Tesshō Genda

## Contenido de la obra

### Novela ligera
Sasaki to Pī-chan es escrita por Kiichi Kosuzu. Comenzó a serializarse en línea en diciembre de 2018 en los sitios web de publicación de novelas generados por usuarios Kakuyomu y Shōsetsuka ni Narō. Más tarde fue adquirida por Media Factory, quien comenzó a publicar las novelas con ilustraciones de Kantoku desde el 25 de enero de 2021 bajo su sello MF Bunko J. Hasta el momento han sido lanzados seis volúmenes. La serie tiene licencia en América del Norte por Yen Press.
| Volúmenes de novelas ligeras publicadas | Volúmenes de novelas ligeras publicadas | Volúmenes de novelas ligeras publicadas |
| Número                                  | Fecha de lanzamiento                    | ISBN                                    |
| --------------------------------------- | --------------------------------------- | --------------------------------------- |
| 1                                       | 25 de enero de 2021                     | ISBN 9784040659329                      |
| 2                                       | 25 de marzo de 2021                     | ISBN 9784040659336                      |
| 3                                       | 25 de mayo de 2021                      | ISBN 9784040659343                      |
| 4                                       | 25 de noviembre de 2021                 | ISBN 9784046809155                      |
| 5                                       | 25 de mayo de 2022                      | ISBN 9784046814067                      |
| 6                                       | 25 de noviembre de 2022                 | ISBN 9784046820341                      |
| 7                                       | 25 de mayo de 2023                      | ISBN 9784046820358                      |
| 8                                       | 25 de enero de 2024                     | ISBN 9784046820365                      |
| 9                                       | 25 de julio de 2024                     | ISBN 9784046837981                      |

### Manga
Una adaptación a manga con arte de Pureji Osho se serializa en línea a través del sitio web Shōnen Ace Plus de Kadokawa Shōten desde el 22 de enero de 2021. Kadokawa Shōten ha recopilado sus capítulos en volúmenes tankōbon individuales. El primer volumen se lanzó el 25 de junio de 2021, y hasta el momento se han publicado dos volúmenes. El manga también tiene licencia en América del Norte por Yen Press.
| Volúmenes de manga publicados | Volúmenes de manga publicados | Volúmenes de manga publicados |
| Número                        | Fecha de lanzamiento          | ISBN                          |
| ----------------------------- | ----------------------------- | ----------------------------- |
| 1                             | 25 de junio de 2021           | ISBN 9784041113783            |
| 2                             | 24 de junio de 2022           | ISBN 9784041121191            |
| 3                             | 25 de agosto de 2023          | ISBN 9784041141212            |

### Anime
Se anunció una adaptación de la serie de televisión de anime durante el evento «Natsu no Gakuensai 2022» de MF Bunko J el 24 de julio de 2022. La serie fue producido por Silver Link y dirigido por Mirai Minato, con guiones escritos por Deko Akao y diseños de personajes a cargo de Saori Nakashiki. La serie se estrenó el 5 de enero de 2024 en AT-X y otras redes. El tema de apertura es "Fly" de Madkid, mientras que el tema de cierre es "Aimai Girl" de Aguri Ōnishi. Crunchyroll obtuvo la licencia de la serie fuera de Asia. Muse Communication obtuvo la licencia de la serie en el sudeste asiático y el sur de Asia y la transmitiran en su canal de YouTube Muse Asia.
Se anunció una segunda temporada en el evento AnimeJapan 2024 el 24 de marzo de 2024.

## Recepción
En la edición 2022 de Kono Light Novel ga Sugoi!, la serie ocupó el primer lugar en las categorías de tankōbon y novela.